# Vasile Advahov
Vasile Advahov (n. 26 aprilie 1979, Cahul, Republica Moldova) este un muzician din Republica Moldova.
Activitatea sa de bază, alături de fratele său Vitalie, este de conducător artistic al Orchestrei Municipale condusă de Frații Advahov, de compozitor și interpret de muzică populară și clasică. Cariera muzicală și-a inceput-o de la frageda vârsta de 5 ani, alături de tatăl său care îl lua cu el sa bată toba. Primii ani de studii Vasile și i-a petrecut la Cahul, apoi la liceul Ciprian Porumbescu(fosta instituție de învățământ Eugen Coca) a fost acceptat la două instrumente: vioara si țambalul, cea mai îndragita de Vasile fiind totuși vioara. După absolvirea conservatorului din Chișinău, au pus împreună cu fratele său bazele tarafului fraților Advahov, care ulterior a obținut statut de Orchestra având peste 30 membri. Orchestra se bucură de un adevărat succes atât în țară cât și peste hotarele ei, având colaborări cu diverși interpreți de muzică populară și usoară, cât și colaborări inedite cu orchestre de muzică simfonică sau colective rock.

## Biografie
Vasile Advahov s-a născut pe 26 aprilie 1979 în Cahul, Republica Moldova, în familia lui Vasile și a Agafiei Advahov. Tatăl a fost și primul lor ghid în lumea muzicii, rămânând cel mai exigent critic. Lui Vasile și fratelui său Vitalie nu li s-a impus să se facă muzicieni, totul s-a întîmplat parcă de la sine ‒ „chemarea sângelui lăutăresc”. Și-au urmat studiile muzicale departe de casă ‒ întâi au fost elevi la Liceul „Ciprian Porumbescu”, apoi a urmat Academia de Muzică, Teatru și Arte Platice „Gavriil Musicescu”, facultatea muzică clasică. Cât au fost liceeni, Vasile și fratele său Vitalie au fost membri ai Orchestrei „Mugurașii”, condusă de Gheorghe Banariuc. 
În prezent, orchestra în care activează are o activitate concertistică fructuoasă și se bucură de succes din partea publicului. Orchestra Fraților Advahov colaborează cu interpreți atât din Republica Moldova cât și de peste hotarele ei și pleacă frecvent în turnee prin Republica Moldova, România, Bulgaria, Franța, Italia, Azerbaidjan și alte țări.

### Anii copilăriei
Vasile Advahov s-a născut în familia lui Vasile și a Agafiei Advahov, tatăl lor fiind originar din Gotești, iar mama ‒ din Cârpești, raionul Cantemir. Ambii părinți erau profesori la Școala Pedagogică din Cahul. Vasile Advahov preda acordeonul și conducea mai multe grupuri de orchestre. În 1978, tatăl lor a absolvit Institutul de Arte de la Chișinău, clasa acordeon și dirijat de orchestră. Imediat după aceasta, a format o orchestră în care a adunat toți lăutarii de la sud, inclusiv pe Dumitru și Gheorghe Botgros, tatăl și, respectiv, fratele dirijorului „Lăutarilor”, Nicolae Botgros, pe Ion Marinovici, Ionel și Toma Acriș ș.a.
Vasile se ține minte pe sine de mic copil cu instrumentul în mână. Originari de la sudul Moldovei, frații Vasile si Vitalie Advahov au făcut doi ani de școală muzicală la Cahul înainte de a veni la Chișinău. La prima vizită în capitală, orașul li s-a părut mare și rece, dar s-au acomodat foarte repede – erau împreună și asta era cel mai important.

### Debutul si primele succese
Având un talent deosebit, Vasile a participat la numeroase concursuri muzicale. Cele mai importante premii pe care le-a obținut au fost:
Premiul Mare la festivalul internațional Hora 1992, București
Premiul I la Concursul internațional de violoniști 1995, Brașov
Premiul II la Concursul Filip Toderașcu
Premiul II la Concursul Barbu Lăutarul

### Educație
- 1986-1997: Liceul Republican-Internat de Muzică"Ciprian Porumbescu"
- 1997-2002: Academia de Muzică, Teatru și Arte Plastice, catedra Instrumente cu corzi

### Fondarea Orchestrei Fraților Advahov
Vasile și fratele său Vitalie au păstrat relații de prietenie cu mulți colegi de liceu și de cămin, unii devenindu-le mai târziu colegi de orchestră. Au avut și momente mai grele. După absolvirea Conservatorului, la fel ca majoritatea absolvenților, nu prea știau încotro s-o apuce. Așa că au decis să facă ceea ce știau mai bine – să cânte. „Nu am creat o orchestră ca să concurăm cu cineva, ci pentru că suntem muzicieni, ne place să cântăm și asta putem face mai  bine”, spun frații Advahov. Astfel au pus bazele tarafului fratilor Advahov care mai târziu a evoluat într-o orchestră.
Din start, Vasile  și Vitalie cântau acompaniați doar de un organist și un toboșar. Au avut îndrăzneala să iasă pe scena Palatului Național și să cânte în patru – atunci multă lume i-a încurajat, iar publicul i-a determinat să tindă spre mai mult. La scurt timp au format un taraf, iar ulterior, după ce numărul muzicienilor cu care au ajuns să faca echipă a crescut, au închegat orchestra. “Avem un colectiv minunat” – spun asta cu mândrie. La început a fost mai greu: nu aveau sediu și nici haine pentru scenă… s-au adresat la primăria municipiului Chișinău, care i-a susținut prin acordarea statutului de Orchestră municipală, le-au fost oferite locuri de muncă salarizate și li s-a oferit o sală unde să poată face repetiții. 
Vitalie Advahov menționa într-un interviu, că mai toți muzicienii din orchestră provin din familii lăutărești cunoscute ‒ fii lui M. Ciobanu, D. Buldumea, D. Hanganu, V. Duminică, Ștefăneț, Guțanu, Panainte, Mihalache, Cipilenco, Fieraru și alții. Astfel orchestra fraților Advahov a ajuns să se bucure de popularitate, inclusiv și grație faptului, că este formată din profesioniști. Inițial frații doreau să facă o orchestră nu prea mare doar cu vioară, acordeon, percuție și chitară. Treptat însă aplecându-și urechea la sfaturile și doleanțele mai multor specialiști au format o orchestră, care să-i mulțumească pe toți cu: violă, contrabas și alte instrumente pentru interpretarea muzicii populare și clasice. 
În prezent participă în cadrul mai multor evenimente de importanță națională și peste hotare:
Concerte de Ziua Independenței, Festivalul Mărțișor, Ziua Limbii Române, Revelion în Piața Marii Adunări Naționale la Chișinău, zilele culturii Moldovei la Baku, Hramul Orașului,  diverse delegații și convenții, concert al diasporei moldovenești din Roma, Ziua Profesională a Lucrătorului Comunal, Ziua Profesională a Medicului, Ziua Agricultorului, concerte aniversare ale ansamblului Plăieșii și Nicolae Gribincea, Mihai Ciobanu și Zinaida Julea, Constantin Moscovici, Potcoava de Aur, Marca Comercială a Anului, Aniversarea a 10 ani ai postului de televiziune Favorit TV, Vipmagazin Omul Anului, precum și participări în diverse evenimente private. 
Au parte de diverse apariții si interviuri în cadrul emisiunilor televizate. Pe parcursul activității artistice au efectuat înregistrări în studio și au colaborat pe scenă cu diverși artiști din Republica Moldova și România, așa ca: Zinaida Julea, Mihai Ciobanu, Irina Loghin, Fuego, Andra, Delia, Alex Calancea Band, Nicolai Furdui Iancu, fanfara Ciocîrlia, Nicolae Glib, Valentina Cojocaru, Ion Suruceanu, Mioara Velicu, Petrică Mîțu Stoian, Laura Lavric, Valentin Sanfira, Ileana Ciuculete, Adriana Antoni, Doina Sulac, Igor Cuciuc, Plăieșii și Nicolae Gribincea, Gheorghe Țopa, Marin Ganciu, Geta Burlacu, Igor Rusu, Pasha Parfeni, Cătălin Josan, Catharsis, Adrian Ursu, Nelly Ciobanu, Zdob și Zdub, Akord, Ioana Căpraru, Ana Barbu, Natalia Barbu, Lenuța Gheorghiță, Ștefan Vodă, Cristina Pintilie, Anișoara Dabija, Olga Busuioc, Natalia Proca, Constantin Moscovici, Zinuța Julea, Valy Boghean, Natalia Gordienco, Maria Iliuț, Adrian Ursu, Gheorghe Turda, orchestra simfonică dirijor Gheorghe Mustea, Iulian Gîrneț, Angry Band.

### Titluri
Pentru merite în domeniul artei muzicale, succese în activitatea de creație și contribuție la promovarea tezaurului folcloric național, în 2007, frații Advahov au fost decorați cu titlul de Maeștri în Artă de către președintele Vladimir Voronin, iar în 2016 li s-a conferit titlul Artiști ai Poporului de către președintele Nicolae Timofti și li s-a oferit Distincția Ștefan cel Mare.
Pentru activitatea concertistică au obținut în 2007 Premiul Potcoava de Aur ediția a II-a, iar pentru spectacolul “E sărbatoare și răsună muzica” au obtinut premiul VIP Concertul anului 2016

## Viață personală
Vasile Advahov este căsatorit din 11 noiembrie 2009 cu Ionela Advahov. La 9 martie 2010 au devenit părinți când a venit pe lume Daniel-Vasile, primul băiat, iar la 18 iunie 2012 au devenit parinții unui băiat pe nume Lucian-Ion.

## Discografie
- 2005: ”Lume nu ma judeca” cu Zinaida Julea
- 2010: „Lume, lume, cât de dragă-mi ești” și „O vioară, un cântec, un dor” (voce - Mihai Ciobanu, vioară - Mihăiță Ciobanu)